# Томилин, Алексей Иванович
Алексе́й Ива́нович Томи́лин (8 мая 1933 года, Жерновец — 2 июля 2006 года, Советская Гавань) — советский и российский художник, педагог. Заслуженный учитель школы РСФСР (1982). Почётный гражданин города Советская Гавань (1999).

## Биография
Алексей Томилин родился 8 мая 1933 года в селе Жерновец, ныне Курской области, в многодетной крестьянской семье. Отец — Иван Ефимович Томилин, мать — Акулина Антоновна Томилина. Был четырнадцатым ребёнком в семье и единственным, обладающим художественными способностями. В 1941 году вместе с родителями переехал в Еврейскую автономную область. В 1949 году, по окончании семилетки в селе Дежнёво, поступил в Биробиджанское художественно-графическое педагогическое училище.
В 1953 году, после окончания училища, направлен по распределению в школу №1 города Советская Гавань учителем изобразительного искусства и черчения, вскоре был назначен заместителем директора по производственному обучению. В 1960 году получил звание «Отличник народного просвещения РСФСР», став одним из первых обладателей этого звания в городе. 
С 1965 года занимал пост директора построенной незадолго до того средней школы №3. На этом посту активно внедрял передовые методы обучения и воспитания учащихся, благодаря чему школа №3 на протяжении многих лет добивалась высоких результатов в учебно-воспитательном процессе, став за 24 года его директорства (до 1989 года) образцово-показательной в крае.  Много усилий А.И. Томилин вложил в создание учебно-материальной базы школы, оборудование учебных мастерских, предметных кабинетов, комплексной спортивной площадки, школьного парка и сада, музея имени В. И. Ленина, Зала трудовой славы, в установление шефской связи с Северным судоремонтным заводом. Параллельно в 1966 году А. И. Томилин окончил Хабаровский государственный педагогический институт (ХГПИ, ныне Педагогический институт ТОГУ). В 1970-е годы избирался делегатом двух съездов учителей в Москве, участвовал во Всероссийских совещаниях учителей в Красноярске, Ульяновске. 
Став директором, А.И. Томилин продолжил преподавать изобразительное искусство. Его воспитанники были призёрами районных, краевых и международных конкурсов по изобразительному искусству. Их работы были представлены на пяти вернисажах в Японии (где одна из учениц А.И. Томилина завоевала серебряную медаль) и двух в США. За последние 14 лет жизни А.И. Томилин организовал 36 городских и 2 зарубежные выставки рисунков своих учеников, был одним из организаторов городского конкурса «Юные таланты Советской Гавани».
По эскизам А.И. Томилина были созданы и построены:
- памятник 15-ти партизанам, погибшим в борьбе за установление советской власти в городе;
- почетный значок к 175-летию Н.К. Бошняка, основателя Советской Гавани, которым награждаются лучшие люди города
- проект площади Победы, центральной площади города.

Также А.И. Томилин является автором идеи флага и герба Советско-Гаванского района.
Член Советско-Гаванского городского Совета ветеранов войны, труда, вооруженных сил и правоохранительных органов. Бессменный депутат Советско-Гаванского городского Совета депутатов с 1960-х годов, возглавлял комиссию по культуре, образованию и здравоохранению Совета депутатов.

## Семья
Супруга — Зоя Никифоровна Томилина, в браке с 1957 года. Двое детей, дочь Елена — врач, сын Юрий — предприниматель, живут в Хабаровске. Пятеро внуков.

## Память
В 2006 году Совет депутатов Советской Гавани переименовал городскую школу № 3 в честь А.И. Томилина.

## Награды и звания
- Медаль «За доблестный труд. В ознаменование 100-летия со дня рождения В. И. Ленина» (1970)
- Медаль «Ветеран труда»
- Заслуженный учитель школы РСФСР (1982)
- Отличник народного просвещения РСФСР (1960)
- Почётный гражданин Советской Гавани (со 2 октября 1999 года)

## Произведения
- Томилин А.И. Город Советская Гавань и его люди. — Хабаровск: РИОТИП, 2004.